# Alkes
Alkes (α Crateris / α Crt / 7 Crateris) es una estrella en la constelación de Crater de magnitud aparente +4,08, la segunda más brillante de la misma después de Labrum (δ Crateris). Su nombre, del árabe Al-Ka's, significa «la copa», en alusión al conjunto de la constelación. Se encuentra a 174 años luz de distancia del sistema solar.
Alkes es una gigante naranja de tipo espectral K1III con una temperatura superficial de 4725 K. Es 80 veces más luminosa que el Sol y tiene una masa estimada de 2,5 masas solares. Es una de las muchas gigantes de similar temperatura y luminosidad, en cuyo núcleo el helio se fusiona en carbono y oxígeno; Arturo (α Bootis) y Aldebarán (α Tauri) son dos brillantes ejemplos. Su radio es 13 veces más grande que el radio solar.
La alta velocidad relativa de Alkes respecto al Sol (unos 130 km/s) indica que es una estrella proveniente de una zona distinta de la galaxia. Con una metalicidad comparable a la solar ([Fe/H] = -0,06), parece claro que es originaria del bulbo galáctico, parte interna de la galaxia enriquecida en metales.